# Issanlas
Issanlas ist ein Ort und eine aus mehreren Weilern (hameaux) und Einzelgehöften bestehende französische Gemeinde mit 103 Einwohnern (Stand 1. Januar 2022) im äußersten Westen des Départements Ardèche in der historischen Kulturlandschaft des Vivarais.

## Lage
Issanlas liegt in der Berglandschaft der Monts d’Ardèche knapp 48 km nordwestlich von Aubenas bzw. ca. 50 km (Fahrtstrecke) südlich von Le Puy-en-Velay in einer Höhe von ca. 1215 m ü. d. M. Das Klima ist gemäßigt; Regen fällt verteilt über das ganze Jahr.

## Bevölkerungsentwicklung
| Jahr                       | 1962 | 1968 | 1975 | 1982 | 1990 | 1999 | 2009 | 2016 |
| Einwohner                  | 349  | 304  | 240  | 187  | 150  | 129  | 118  | 104  |
| Quellen: Cassini und INSEE |      |      |      |      |      |      |      |      |

Der kontinuierliche Rückgang der Einwohnerzahlen im 20. Jahrhundert ist im Wesentlichen auf die Mechanisierung der Landwirtschaft und den damit einhergehenden Verlusten an Arbeitsplätzen zurückzuführen.

## Wirtschaft
Traditionell lebte die Bevölkerung von der Viehzucht und ein wenig Ackerbau auf zum Teil terrassierten Feldern, die jedoch wegen der Höhenlage nur geringe Erträge hervorbrachten, so dass häufig Esskastanien die Grundversorgung bildeten. Heute spielen Forstwirtschaft und Tourismus in Form der Vermietung von Ferienhäusern (gîtes) die bedeutendsten Rollen im Wirtschaftsleben des Ortes.

## Geschichte
Der erstmals um das Jahr 950 auf einer Karte erscheinende Ort trug dort den lateinischen Namen Iciliacium; seit dem Jahr 1154 bis zur Französischen Revolution gehörte er zum gut 10 km entfernten Zisterzienser-Kloster Mazan. Erst am 28. März 1899 erhielt Issanlas den Status einer Gemeinde (commune).

## Sehenswürdigkeiten
- Die in neogotischem Stil erbaute Kirche und das angrenzende Rathaus des Ortes wurden zu Beginn des 20. Jahrhunderts aus nur wenig behauenen Bruchsteinen gemauert. Die Fassade der Kirche zeigt ein Spitzbogenportal mit darüber angeordnetem Sechspass und einen im 19. und 20. Jahrhundert nur noch selten gebauten Glockengiebel.
- Die schlichten Kapellen Saint Clair und Mézeyrac bilden das Ziel von Prozessionen und Wallfahrten.